# 沃克鎮區 (伊利諾伊州漢考克縣)
沃克鎮區（英語：Walker Township）是位於美國伊利諾伊州漢考克縣的一個行政鎮區。

## 地方資料
根據2010年美國人口普查的數據，沃克鎮區的面積為98.80平方千米，當中陸地面積為98.40平方千米，而水域面積為0.40平方千米。當地共有人口325人，而人口密度為每平方千米3.29人。